# Ming Xizong
Tianqi (en chinois : 天啓, né à Pékin le 23 décembre 1605 et mort le 30 septembre 1627 dans la même ville), de son nom personnel Zhu Youjiao (朱由校), est le quinzième empereur de la dynastie Ming (1620-1627). Il succède à 15 ans à son père Ming Taichang.

## Biographie

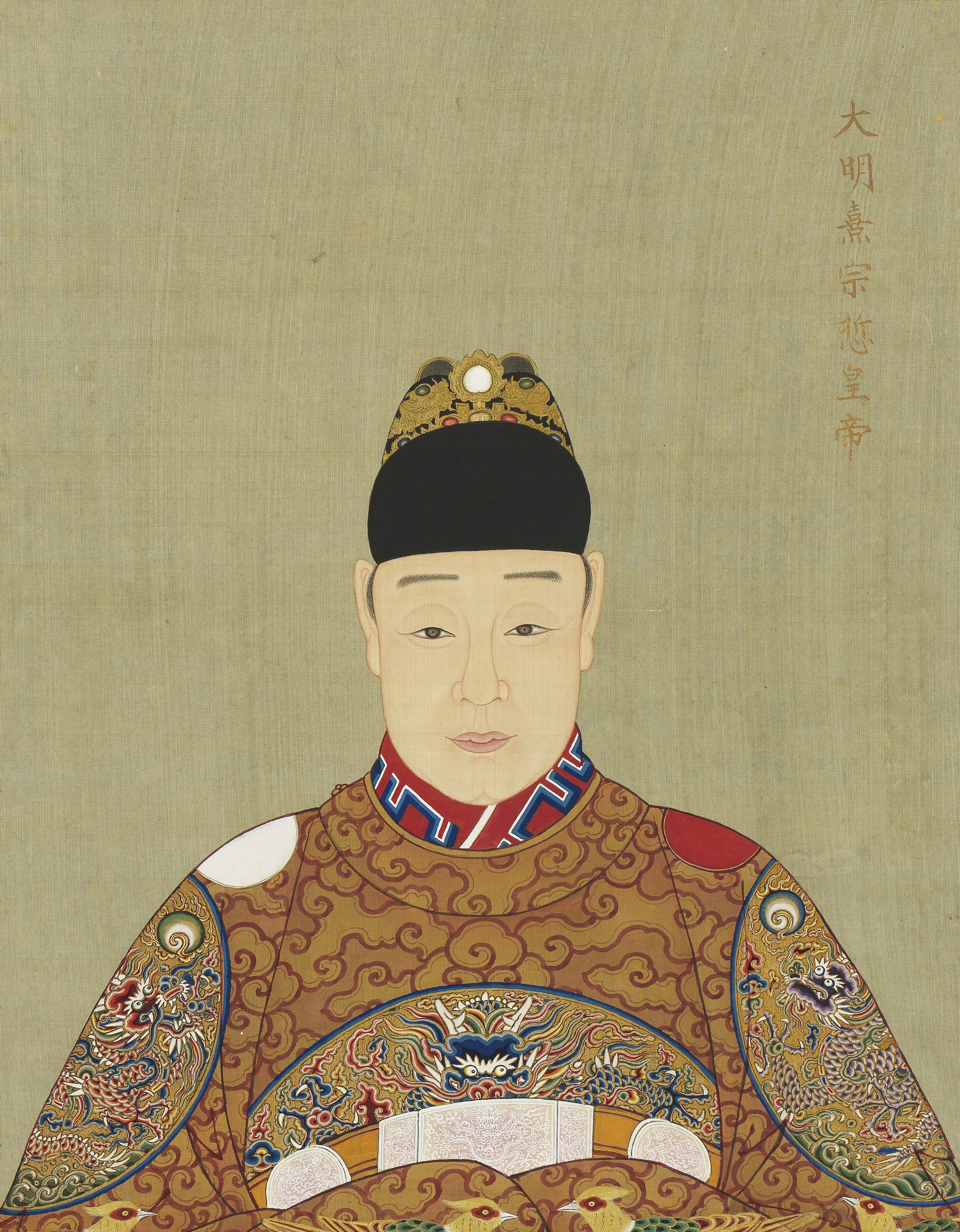
L'empereur Ming Xizong au musée national du Palais.

### Un empereur illettré et fantoche
L'empereur Tianqi est illettré, ce qui le rend inapte à la gestion des affaires de l'État. Il les abandonne à sa nourrice Madame Ke et à l'eunuque Wei Zhongxian. Il se consacre à la menuiserie. Il a d'ailleurs construit une maquette de la cité interdite en bois.

### Difficulté du règne
Les grandes difficultés matérielles du peuple provoquent plusieurs soulèvements paysans.
Les histoires de corruption sous son règne, sont à rapprocher de la mauvaise gestion des recettes fiscales du gouvernement, notamment dû à la présence de personnes indésirables comme Wei Zhongxian dans les affaires d'état.
À sa mort, son jeune frère Chongzhen lui succède.

## Bilan
Son règne est catastrophique à tous les niveaux. Tianqi est un empereur totalement incompétent qui prépare la chute de sa dynastie. Sous son règne, commencent les soulèvements de paysans et militaires qui devaient emporter la dynastie en 1644.